# Jean-Jacques Karpff
Jean-Jacques Karpff   (Colmar, 12 de febrer de 1770 - Versalles, 24 de març de 1829) va ser un pintor, dissenyador i miniaturista francès.
Deixeble de François Joseph Hohr a Colmar, Karpff va anar a París el 1790. Diu la llegenda que quan va aparèixer a l'estudi de Jacques-Louis David, un dels seus futurs companys de classe, en jutjar Karpff impronunciable, David li va donar el sobrenom de "Casimir". El 1795 va tornar a Colmar on va ensenyar dibuix a la nova escola de belles arts i es va especialitzar en retrats monocroms. En 1806, va ser cridat a Saint-Cloud per pintar el retrat de l'emperadriu Joséphine, fet que li va valer un cert èxit. Esdevé l'hoste convidat de la poeta Victoire Babois, on a Versalles va viure la resta de la seva vida. Karpff va ser enterrat al cementiri de Père Lachaise (27a divisió).

## Obres
- Avinyó, Museu Calvet, Retrat de Madame Bigand, mare del pintor Auguste Bigand, regal d'Auguste Bigand el 1871.
- Chantilly, Museu Condé, Autoretrat de perfil, signat i datat: J.J. Casimir Karpff. / Tret de la Natura per ell mateix. / El 1806.
- Estrasburg, Gabinet d'estampes i dibuixos, Retrat de dona, miniatura sobre marfil.